# Рудня (Овруцька міська громада, колишня Ігнатпільська сільська рада)
Ру́дня (колишня назва Старопотаповицька Рудня) — село в Україні, в Коростенському районі Житомирської області. Входить до складу Овруцької міської громади. Населення становить 147 осіб.

## Історія
У 1906 році Старопотаповицька Рудня, село Велико-Фосівської волості Овруцького повіту Волинської губернії. Відстань від повітового міста 21 верст, від волості 15. Дворів 30, мешканців 194.
До 2020 року орган місцевого самоврядування — Ігнатпільська сільська рада.

## Населення
За даними перепису 2001 року населення села становило 147 осіб, з них 95,24 % зазначили рідною українську мову, 4,08 % — російську, а 0,68 % — іншу.